# Dacus sinensis
Dacus sinensis är en tvåvingeart som först beskrevs av Wang 1990.  Dacus sinensis ingår i släktet Dacus och familjen borrflugor. Inga underarter finns listade i Catalogue of Life.